# Rolf Johnsson
Rolf Vilhelm Oscar Johnsson (Stockholm, 1889. december 1. – Uppsala, 1931. június 3.) olimpiai bajnok svéd tornász.
Részt vett az 1908. évi nyári olimpiai játékokon, és tornában csapat összetettben aranyérmes lett.
Klubcsapata a Stockholms GF volt